# Agrilus neocollaris
Agrilus neocollaris es una especie de insecto del género Agrilus, familia Buprestidae, orden Coleoptera.
Fue descrita científicamente por Hespenheide, en 1974.